# Sally Raguib
Sally Faissal Abdourahman Raguib (in arabo سالي فيصل عبد الرحمن راغب‎?; 8 settembre 1996) è una judoka gibutiana.
Ha rappresentato il Gibuti ai Giochi olimpici estivi di Londra 2012, gareggiando nella categoria 57 kg.